# Valentin Iotov
Valentin Iotov (Bulgaars: Валентин Йотов) (Pleven, 6 september 1988) is een Bulgaarse schaker met een FIDE-rating van 2447 in 2005 en rating 2516 in 2017. Hij is, sinds 2008, een grootmeester (GM). Ook heeft hij de titel grootmeester correspondentieschaak (GMc).
In 2004 werd Valentin Iotov International Meester (IM). Van 23 mei tot en met 3 juni 2005 speelde hij mee in het toernooi om het 69e kampioenschap van Bulgarije in Pleven en eindigde met 7 punten uit 13 ronden op de zesde plaats; het toernooi werd met 9.5 punt gewonnen door Ivan Tsjeparinov. In 2006 was hij kampioen van Bulgarije. In 2008 werd hij grootmeester. In  2010 won Iotov het Euro Chess Tournament in Enschede.

## Resultaten in schaakteams
Valentin Iotov vertegenwoordigde Bulgarije bij diverse Schaakolympiades.  In augustus 2014, behaalde Iotov voor Bulgarije aan bord 3 bij de 41e Schaakolympiade in Tromsø,  8 pt. uit 11 partijen en een performance rating van 2741.

## Externe koppelingen
- (en)   Informatie over schaakpartijen van Valentin Iotov op ChessGames.com
- (en)   Informatie over schaakpartijen van Valentin Iotov op 365chess.com
- (en)  FIDE-ratinggegevens voor Valentin Iotov